# Пинар Чаглар Ґенчтюрк
Пінар Чаглар Ґенчтюрк (тур. Pınar Çağlar Gençtürk); нар. 1982, Ізміт) — турецька актриса театру, кіно і телебачення.

## Біографія
Кар'єра Пінара почалася з театру Коджаелі. Приблизно в цей же час вона отримала стипендію Стамбульської театральної академії. У 2003 році Генчтюрк вступила до Університету Єдітепе, після чого вона закінчила магістратуру на факультеті кіно і телебачення в Стамбульському університеті Кадіра Хаса.
У 2009 році Пинар отримала свою першу роль у кіно (Хавва у фільмі «7 чоловіків Хюрмюза»). Через рік актриса зіграла роль Арзу у фільмі «Чи всі обманюють?».

## Фільмографія
- 2021 — Суд / Yargi
- 2020—2021 — Хуліган / Ariza
- 2017—2020 — Жінка / Kadin
- 2017—2019 — Наша історія / Bizim Hikaye
- 2017 — Запах дитини / Evlat kokusu
- 2013—2014 — Корольок — пташка співоча / Çalıkuşu
- 2012 — Гола правда / Çıplak Gerçek
- 2011—2013 — Величне століття. Роксолана / Muhteşem Yüzyıl
- 2010 — Чи всі обманюють? / Herkes mi Aldatır?
- 2009 — 7 чоловіків Хюрмюза / 7 Kocalı Hürmüz